# Аффект (психология)
Аффе́кт (лат. affectus — страсть, душевное волнение) — эмоциональный процесс взрывного характера, характеризующийся кратковременностью и высокой интенсивностью, часто сопровождающийся резко выраженными двигательными проявлениями и изменениями в работе внутренних органов. Аффекты отличают от эмоций, чувств и настроений.

## Смысл понятия
Аффект, как и любой другой эмоциональный процесс, представляет собой психофизиологический процесс внутренней регуляции деятельности и отражает бессознательную субъективную оценку текущей ситуации. Аффект всегда возникает в ответ на уже сложившуюся ситуацию, мобилизуя организм и организуя поведение так, чтобы обеспечить быструю реакцию на неё. Его уникальными характеристиками являются кратковременность и высокая интенсивность, в сочетании с выраженными проявлениями в поведении и работе внутренних органов. Аффекты у людей могут возникать в результате социальных отношений, например, в результате оскорбления или при ощущении несправедливости. 

## Границы понятия
Специалисты проводят различие между понятием «аффект» и понятиями «чувство», «эмоция», «настроение» и «переживание».
От чувств, настроений и эмоций аффекты отличаются прежде всего интенсивностью и кратковременностью, а также тем, что всегда возникают в ответ на уже возникшую ситуацию.
Под переживаниями понимают только субъективно-психическую сторону эмоциональных процессов, не включающую физиологические составляющие.

## Фазы аффекта и их характеристики
1. Первая фаза — доаффективная.
2. Вторая фаза — аффективного взрыва.
3. Третья фаза — постаффективная.

## Физиология аффекта
Начало течения аффекта сопровождается изменениями со стороны вегетативных реакций (изменение пульса и дыхания, спазм периферических кровеносных сосудов, выступание пота и другие), резко выраженными изменениями в произвольно-двигательной сфере (торможение, возбуждение или перевозбуждение, нарушение координации движений). На этом эффекте основан принцип работы детектора лжи, регистрирующего множество физиологических показателей организма.
Сильный аффект обычно нарушает нормальное течение высших психических процессов — восприятия и мышления, иногда вызывает сужение сознания или его помрачение.

## Разновидности аффекта
1. Физиологический аффект — аффект, вызванный единичным (разовым) психотравмирующим воздействием поведения потерпевшего.
2. Кумулятивный аффект — аффект, вызванный длительной психотравмирующей ситуацией, связанной с поведением потерпевшего.
3. Патологический аффект — аффект, вызванный болезнью.
4. Прерванный аффект — прерванное внешним воздействием эмоциональное состояние, развёртывающееся по определённым психологическим механизмам и достигающее аффективной глубины. В таких ситуациях можно говорить о прерывании не доаффективной фазы и непосредственно момента аффективного взрыва, а о постаффективном периоде.

## Признаки аффекта

### Обязательные признаки
1. Субъективная неожиданность психотравмирующего воздействия.
2. Субъективная внезапность возникновения аффективного взрыва.
3. Взрывной характер эмоциональной реакции.
4. Частичное сужение сознания — фрагментарность и неполнота восприятия: симультатная (неполное восприятие ситуации в отдельный момент времени) и сукцессивная (неполное восприятие окружающей действительности и своих действий во времени).
5. Нарушения произвольной регуляции деятельности — расстройство опосредованности действий, расстройство контроля действий, снижение способности к прогнозу результатов действий, отсутствие прогноза отдалённых последствий действий.
6. Физическая астения (истощение).
7. Психическая астения (истощение).

### Дополнительные признаки
1. Ощущение субъективной безысходности из сложившейся ситуации.
2. Неблагоприятное психофизиологическое состояние (переутомление, недосыпание, соматическое заболевание и пр.).
3. Относящиеся к частичному сужению сознания — заполненность сознания переживаниями, связанными с психотравмирующим воздействием, элементы искажённого (иллюзорного) восприятия, элементы утраты чувства реальности окружающего, элементы ощущения отчуждения своих действий.
4. Относящийся к нарушениям произвольной регуляции деятельности — двигательные автоматизмы (стереотипии), нарушения речевой деятельности, несоответствие агрессивных действий обвиняемого его ценностно-смысловой сфере, направленности личности или типичным для него способам реагирования.
5. Резкое изменение вазомоторных и иных вегетативных проявлений.
6. Дезорганизация психической деятельности.
7. Неполное осознание (недопонимание) случившегося.
8. Совершение нетипичных для личностного психотипа действий (агрессия, намерение причинить себе вред, вплоть до суицида, ступор).

## Учёт в уголовном праве
В уголовном праве вопрос о влиянии и значении аффекта является неоднозначным. С одной стороны́, безнаказанность действий, учинённых в аффекте, в порыве страсти, не может быть допущена. Иначе пришлось бы открыть свободный путь всякой необузданности, животным инстинктам и отказаться от охраны государства, общественного порядка и спокойствия. С другой стороны́, человек под влиянием аффекта охватывается всецело одной идеей, одним желанием, теряет всякую возможность оценки побуждений, возможность борьбы и выбора; иногда даже само восприятие впечатлений, благодаря аффекту, получает фантастический характер; или же наоборот, психическая жизнь притупляется, настроение принимает характер подавленности, поступки становятся бессознательными и безотчётными. Поэтому возникает вопрос о вменяемости.